# Garrett Cooper
Pour les articles homonymes, voir Cooper.
Garrett Cooper (né le 25 décembre 1990 à Torrance, Californie, États-Unis) est un joueur de premier but des Cubs de Chicago de la Ligue majeure de baseball.

## Carrière
Joueur des Tigers de l'université d'Auburn, Garrett Cooper est réclamé au 6e tour de sélection par les Brewers de Milwaukee lors du repêchage amateur de 2013. À sa 5e saison de ligues mineures dans l'organisation des Brewers, Cooper est échangé par Milwaukee aux Yankees de New York le 13 juillet 2017 contre le lanceur gaucher Tyler Webb.
Cooper fait ses débuts dans le baseball majeur avec les Yankees le 14 juillet 2017 à Boston contre les Red Sox.